# Abderramão ibne Maomé ibne Rumais
Abderramão ibne Maomé ibne Rumais (Abd al-Rahman ibn Muhammad ibn Rumahis) foi um oficial militar muçulmano do século X no Califado de Córdova do Alandalus. Já estava ativo no tempo de seu pai Maomé ibne Rumais e sucede-o como almirante da frota califal e governador de Almeria. Teve papel no combate aos invasores viquingues que assolavam as costas do Alandalus e também participou no combate aos idríssidas do Magrebe Ocidental. Sua carreira, porém, foi abreviada por ter sido assassinado em 980 sob ordens do hájibe Almançor, que realizou uma série de maquinações na corte califal. Com sua morte, seus bens foram confiscados e sua posição foi dada ao sobrinho de Almançor.

## Vida

Califado de Córdova ca. 1000

Abderramão era filho de Maomé, o almirante da frota califal sob o califa Abderramão III (r. 912–961), e nasceu em Almeria. Em 943, quando seu pai esteve ausente em campanha, representou-o no governo de Pechina e Almeria. Em 945, ocuparia a mesma posição pelo mesmo motivo. Em 971, com a morte de seu pai, sucedeu-o como almirante e governador. Saiu de Almeria com uma esquadra até o Atlântico para deter uma frota viquingue que se ia ao Alandalus para saquear as costas entre o Douro e Santarém. Com ajuda da frota atlântica sob Galibe, enfrentou os invasores no estuário do rio Tejo e salvou a base nava da frota atlântica em Sevilha quando os viquingues tentavam alcançá-la subindo o Guadalquivir. Em julho, danos surgiram no mar setentrional e ele partiu de Córdova para Almeria em 3 de julho para preparar a frota. Em 25 de julho, saiu da cidade para confrontá-los no Algarve. Mais tarde, saiu com a fronta pelas costas de Tudemir, Valência e Tortosa.
Em 972, foi enviado por Aláqueme II (r. 961–976) numa expedição no Magrebe Ocidental contra o idríssida Haçane, que desde os anos 950 era vassalo do Califado Fatímida, e ocupou Tânger. Em 973, conduziu obras de fortificação em Tânger. Em 9 de julho, sua esquadra chegou a Arzila para ajudar Galibe e o conflito com os idríssidas durou até março de 974. Em 980, foi a Algeciras a pedido do hájibe Almançor para tratar da criação de novas unidades na frota sob seu comando. No encontro, durante um banquete, foi envenenado ao consumir uma galinha muito açucarada. Os bens do falecido foram confiscados por Almançor e o hájibe nomeou seu sobrinho Calde ibne Maomé ibne Bartal à posição de almirante.